# Monte Zerbion
Il Monte Zerbion, ortografato anche come Dzerbion (2.722 m s.l.m.) è una montagna delle Alpi del Monte Rosa nelle Alpi Pennine.

## Descrizione

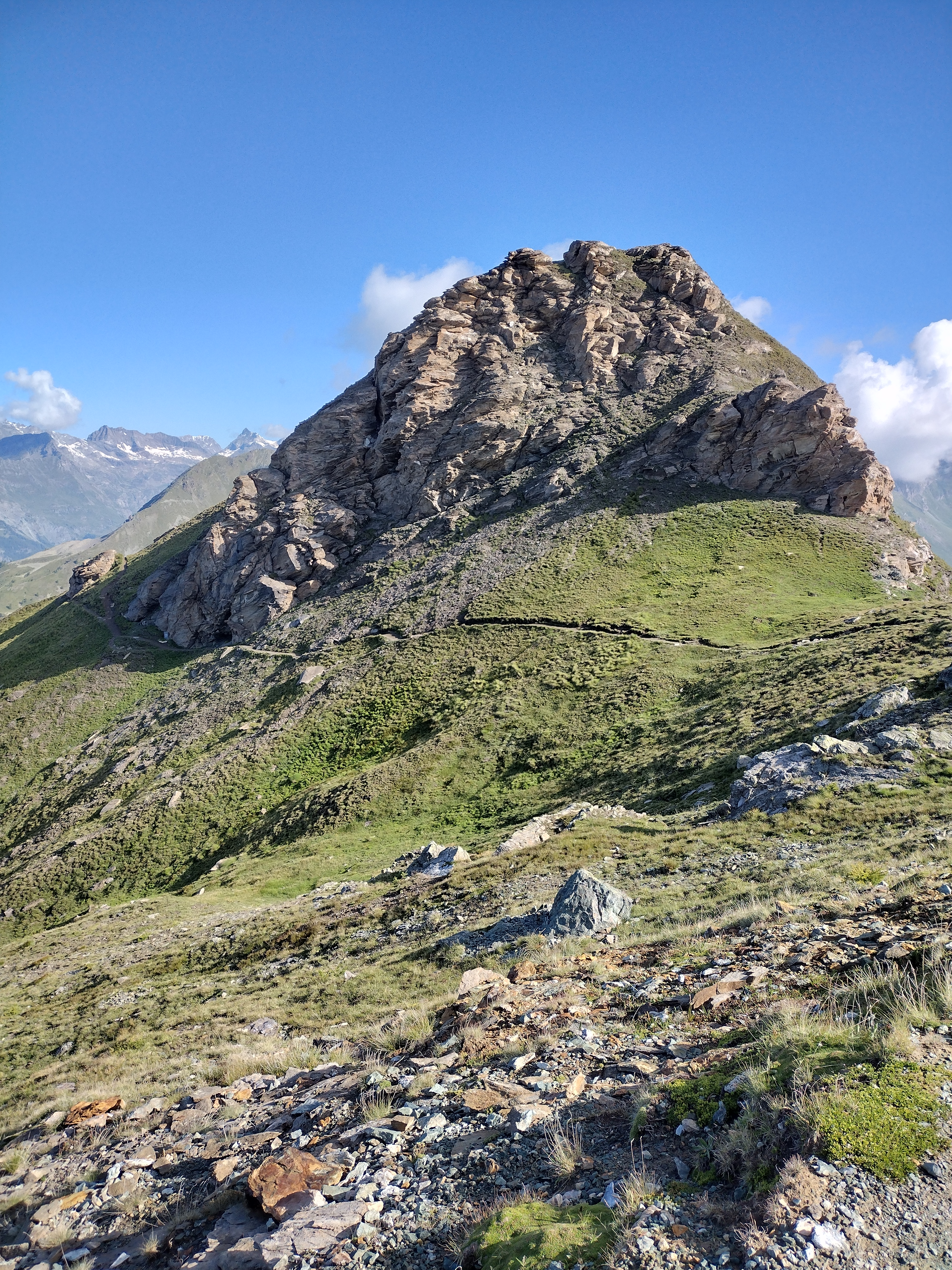
L'anticima nord

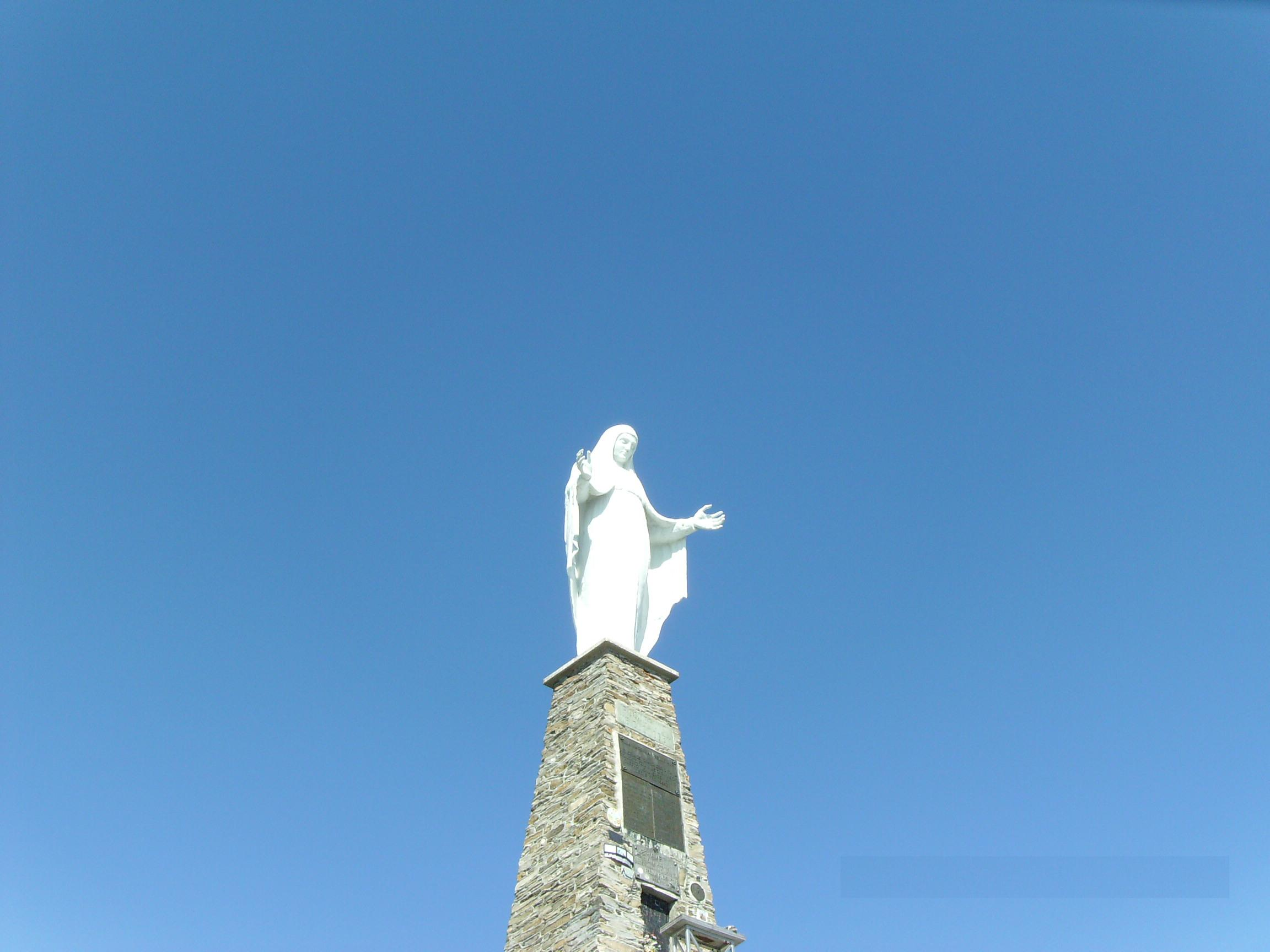
La statua della Madonna sulla vetta

Si trova in Valle d'Aosta lungo lo spartiacque tra la Valtournenche e la Val d'Ayas. È collocata alla convergenza tra i comuni di Châtillon, Ayas e Saint Vincent. Verso sud-est il crinale prosegue con alcune elevazioni minori scendendo poi al Col de Joux e risalendo alla Testa di Comagna, mentre a nord lo spartiacque continua con il colle Portola. Una ben definita elevazione secondaria a quota 2.652 m precede la cima dello Zerbion a nord. Sulla sommità principale è collocata un'imponente statua della Madonna.
Dalla vetta si gode di un'ampia panoramica sulle vette circostanti tra cui il gruppo del Monte Rosa e il Cervino e su gran parte della Valle d'Aosta, già apprezzata da turisti e viaggiatori anche stranieri fin dall'Ottocento.

## Geologia
La montagna è costituita principalmente da rocce ofiolitiche; si tratta di un'area dell'antico fondale oceanico della Tetide portata in superficie dai movimenti tettonici collegati con l'orogenesi alpina.

## Salita alla vetta

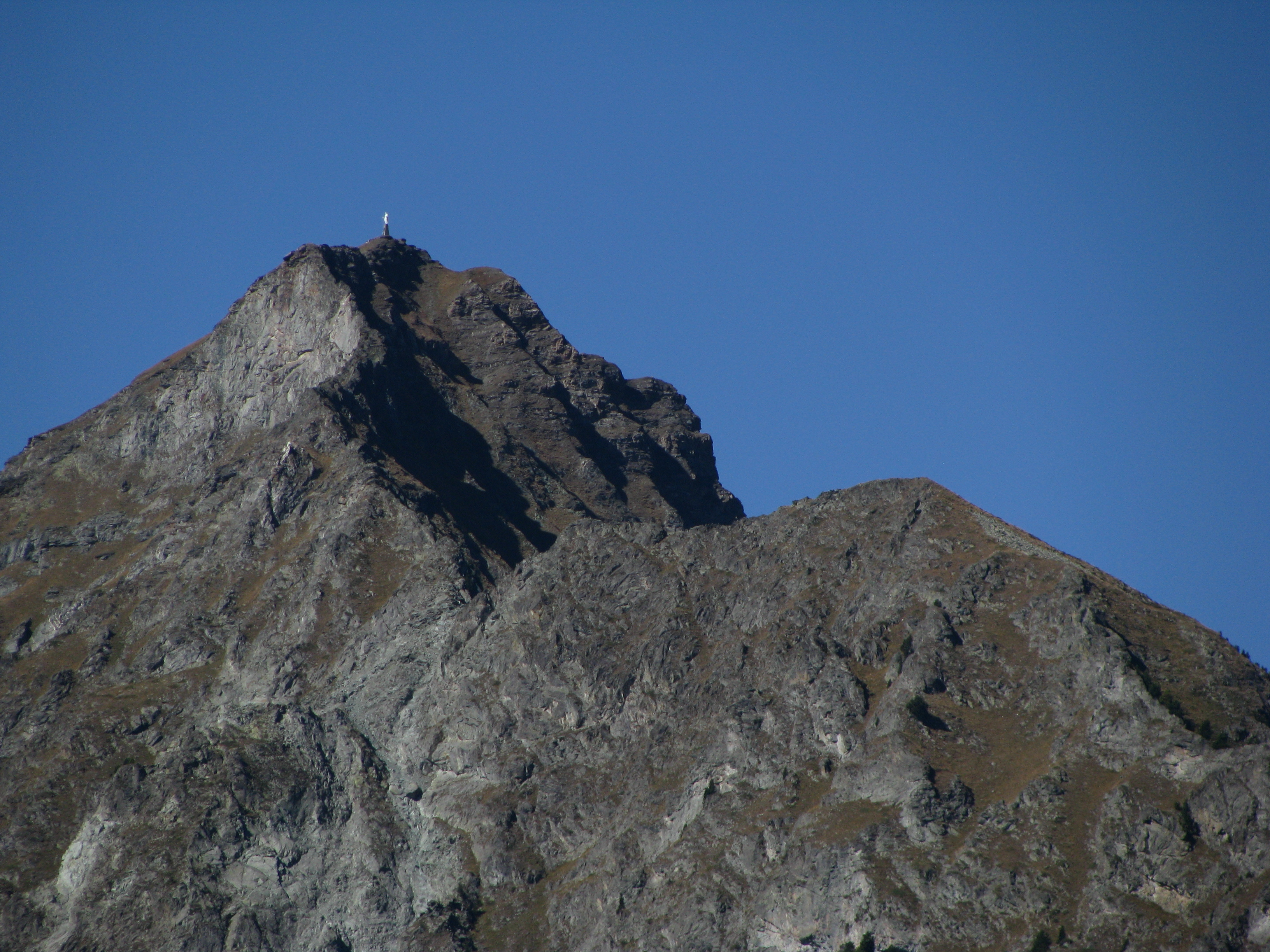
La cresta sud

Si può salire sulla cima dello Zerbion partendo dalla frazione Barmasc, presso Antagnod, in Val d'Ayas, o da La Magdeleine in Valtournenche, oppure partendo da Promiod (1.492 m, Châtillon). La cima si può anche salire d'inverno con gli sci.

### Salita da Antagnod
Il sentiero di salita da Antagnod parte dalla località Barmasc (1.900 m). Il sentiero, contraddistinto dall'indicazione 105, sale dapprima nel bosco e poi si eleva fino a raggiungere il col Portola (2.410 m). Dal colle, raggiunge la vetta della montagna seguendone la sua cresta nord. In totale, la salita da Antagnod impegna circa tre ore.